# 1618 en science
| Années de la science : 1615 - 1616 - 1617 - 1618 - 1619 - 1620 - 1621    |
| Décennies de la science : 1580 - 1590 - 1600 - 1610 - 1620 - 1630 - 1640 |

Cet article présente les faits marquants de l'année 1618 en science.

## Événements
- 8 mars : l'astronome allemand Johannes Kepler établit sa troisième loi du mouvement planétaire[1].
- 25 août-21 janvier 1619[2] : dans les derniers mois de l'année, trois comètes sont visibles simultanément le soir ; description à Arles[3], à Ganges[4]. La plus importante (1618-III), la grande comète de 1618, découverte le 10 novembre à la déclinaison de -20° par Kepler, avait une queue de plus de 100° et fut visible en plein jour à la fin novembre.

- Un des élèves de Christoph Scheiner, un autre Jésuite, géomètre et astronome, Jean-Baptiste Cysat, devient le premier à observer au télescope une comète et donne la première description du noyau et de la queue de la comète[5].
- Charles Le Pois aurait trouvé une localisation cérébrale de l'hystérie[6].

## Publications
- Pietro Cataldi : Operetta di ordinanze quadre, 1618 ;
- Angelo Sala : Ternarius bezoardicorum, Erfurt, 1618 ;
- Willebrord Snell : Coeli et siderum in eo errantium observationes Hassiacæ, 1618 ;
- Sturmius : De Cometa anni 1618 Carmen reciprocum, naturam et effectum prodigiorum directo et opposito sensu explicans, 1618 (sur la comète de Halley).
- Johannes Kepler : Epitome Astronomia copernicanae.

## Naissances

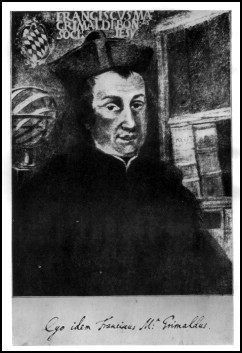
Francesco Maria Grimaldi

- 22 janvier : Johannes Phocylides Holwarda (mort en 1651), astronome, physicien et philosophe frison.
- 2 avril : Francesco Maria Grimaldi (mort en 1663), physicien italien qui est le premier à faire une observation et description détaillée et précise de la diffraction de la lumière.

- Gabriel Mouton (mort en 1694), mathématicien français.
- Johann Zwelfer (mort en 1668), médecin et chimiste allemand.
- Vers 1618
  - Henry Oldenburg (mort en 1677), diplomate et homme de science d'origine allemande.

## Décès
- 17 janvier : Luca Valerio (né en 1552), mathématicien italien[7].
- 29 octobre : Walter Raleigh (né vers 1562), explorateur anglais, est décapité à Londres.